# シロガネーゼ
シロガネーゼとは、東京都港区の白金台や白金に居住する専業主婦、または近隣エリアに居住し白金台および白金でショッピング、食事などを楽しむとされる女性のこと。
なお、由来となった地名である「白金」は、正式には「しろかね」と読み、濁音は付かない（「白金 (東京都港区)#「白金」の読み」も参照）。

## 概要
シロガネーゼとは光文社発行の女性向け月刊誌 VERY の編集者であった相沢正人が1998年に作った造語である。「ミラノっ子」を意味するイタリア語 ‘Milanese’（ミラネーゼ）をもじって生み出された。バブル景気後半頃よりマスコミや不動産業者などが仕掛け人となって白金台・白金の高級住宅地化が促進されたこともあり、その後ファッション誌やワイドショーを中心にマスメディアで頻繁に取り上げられることとなった。
1999年にはパスタソースのCMで使われ、広く世間に知られることになった。
基本的に「白金台や白金で生まれ育ち、高収入の夫を持つ、あるいは高収入の仕事を持つ」とされているが実態を伴った用語かは定かではない。古くからの住民は、女性誌によって作り出された「シロガネーゼ」に対して読みのことも含めて冷ややかな見方をしている人も多い。
2023年、 LIFULL HOME'S は「住んでいると聞いたらスゴイ！と思う駅」の調査を行い、20代ランキングのトップ5に白金台およびその近隣の白金高輪が入らなかったことを受けて、『「シロガネーゼ」という言葉も今は昔なのかもしれません』という見解を示した。